# Adam Węgrzecki
Adam Włodzimierz Węgrzecki (ur. 30 sierpnia 1937 w Wilnie, zm. 2 lutego 2018) – polski filozof, zajmujący się fenomenologią, antropologią filozoficzną i filozofią spotkania.

## Życiorys
W 1962 ukończył studia filozoficzne na Uniwersytecie Jagiellońskim, tamże w 1964 obronił pracę doktorską „Filozofia człowieka u Maxa Schelera”. W 1983 habilitował się na podstawie pracy O poznawaniu drugiego człowieka. Od 1962 pracował w Akademii Ekonomicznej (następnie Uniwersytecie Ekonomicznym) w Krakowie, w latach 1972–1974 był kierownikiem Zakładu Filozofii i Socjologii AE, w latach 1974–1991 kierownikiem Zakładu Filozofii AE, od 1992 kierował Katedrą Filozofii AE, a w latach 1980–1987 był prodziekanem Wydziału Ekonomiki Produkcji.
W 1997 otrzymał tytuł profesora nauk humanistycznych.
Autor ponad 80 artykułów naukowych (opublikowanych w języku polskim, angielskim, francuskim, niemieckim i włoskim), książek i podręczników, haseł encyklopedycznych i słownikowych. Zredagował kilkanaście książek, był także autorem przekładów z języka niemieckiego pism Maxa Schelera, Nicolai Hartmanna, Romana Ingardena, Ludwiga Landgrebe'a, Otto Ranga i wielu innych. Autor popularnego podręcznika akademickiego Wprowadzenie do filozofii napisanego wraz z Leszkiem Kasprzykiem.
Pochowany na cmentarzu na Salwatorze w Krakowie (sektor SC10-14-17).

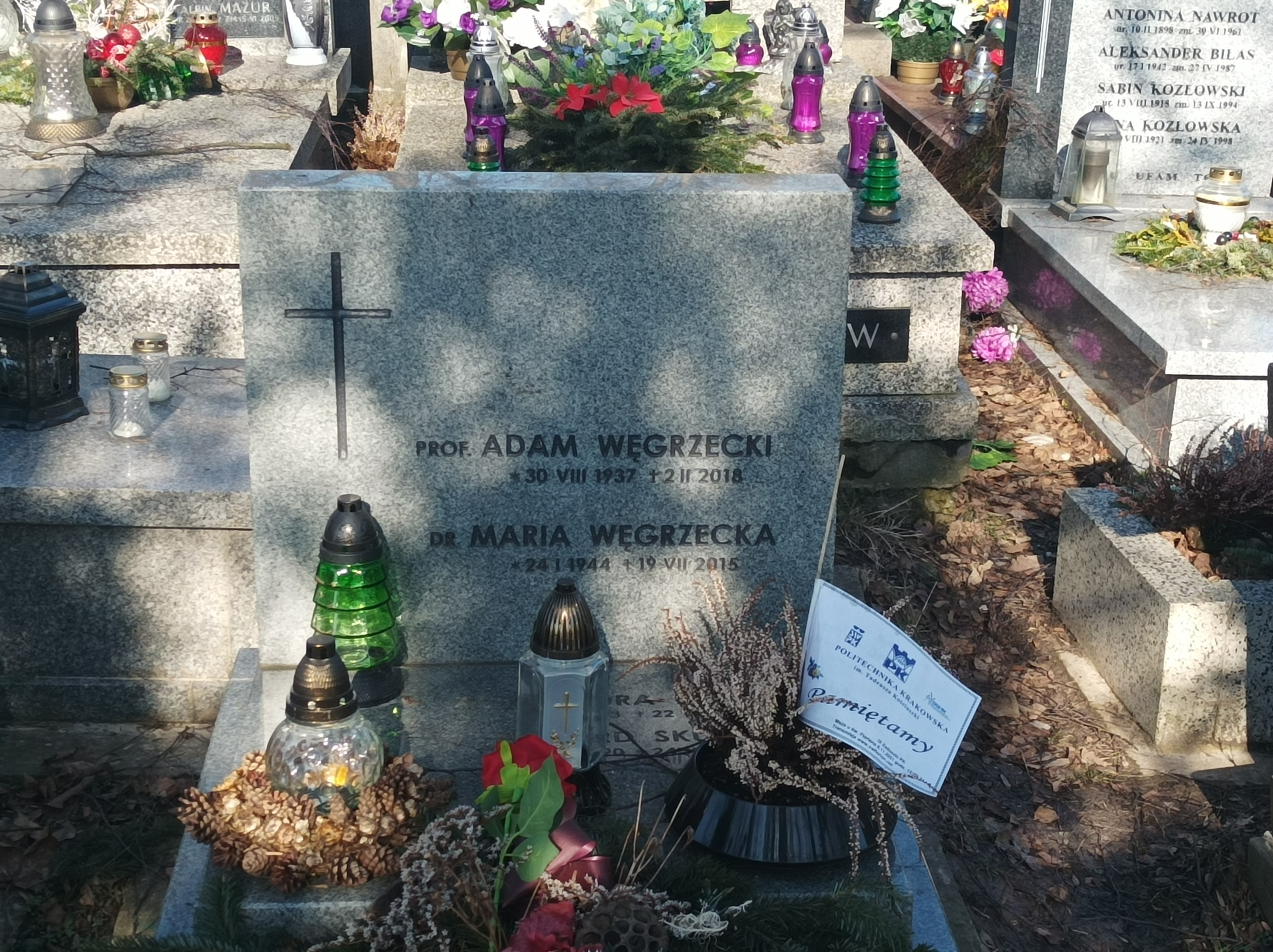
Grób prof. Adama Węgrzeckiego na cmentarzu Salwatorskim

## Publikacje
- Wprowadzenie do filozofii, Warszawa 1970 (współaut. Leszek Kasprzyk)
- Scheler, 1975
- O poznawaniu drugiego człowieka, 1982
- Zarys fenomenologii podmiotu, Kraków 1996
- Zarys filozofii, Kraków 2002
- W kręgu myśli Romana Ingardena, Kraków 2011
- Wokół filozofii spotkania, Kraków 2014